# بولا (لاعب كرة قدم)
بولا (بالبرتغالية: Vágner Kaetano Pereira‏) (بالروسية: Пула)‏ هو لاعب كرة قدم برازيلي وروسي، ولد في 2 ديسمبر 1980 في ساو باولو في البرازيل. لعب مع MFK Dinamo Moskva ‏.

## وصلات خارجية
- بولا (لاعب كرة قدم) على موقع الاتحاد الدولي (مؤرشف)  (الإنجليزية)
- بولا (لاعب كرة قدم) على موقع الاتحاد الأوربي (الإنجليزية)